# Maliana
Maliana is de hoofdplaats van het Oost-Timorese district Bobonaro. Maliana telt 12.234 inwoners (2010).

## Galerij

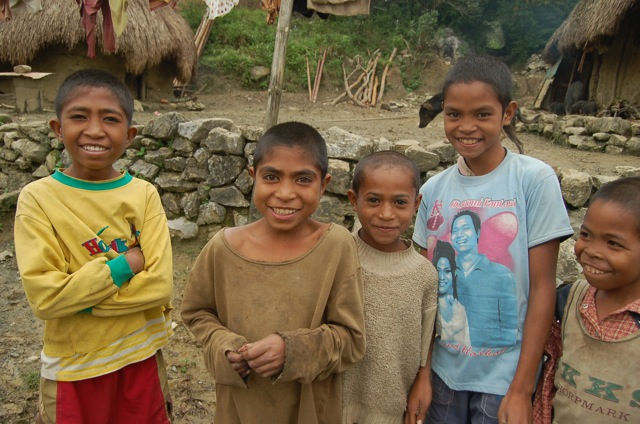
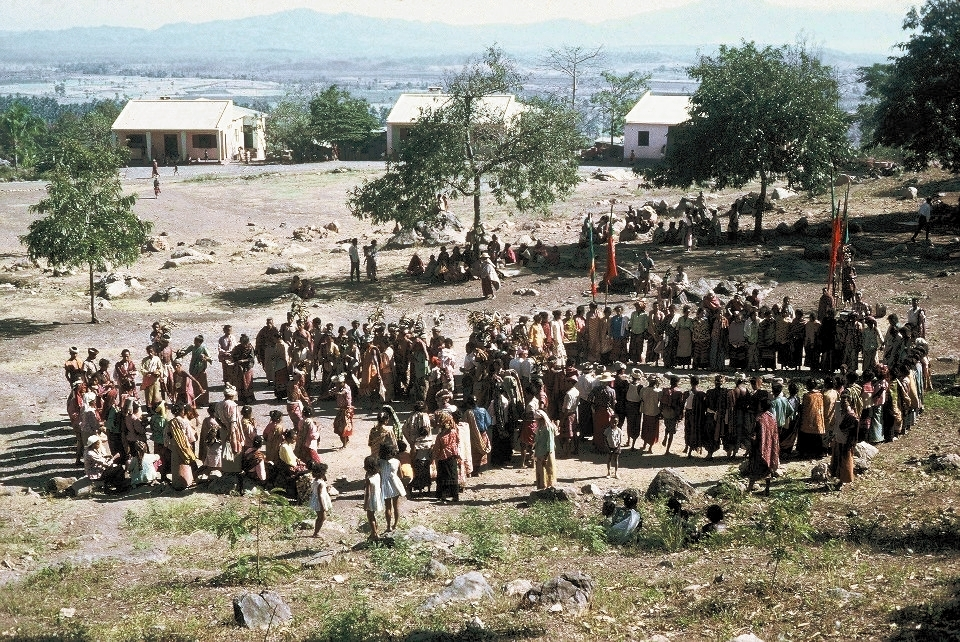
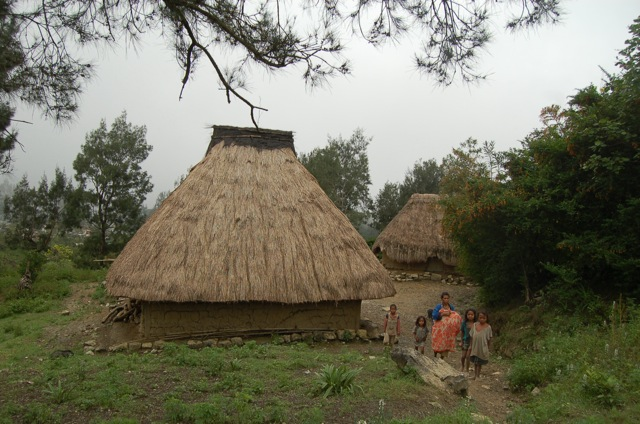
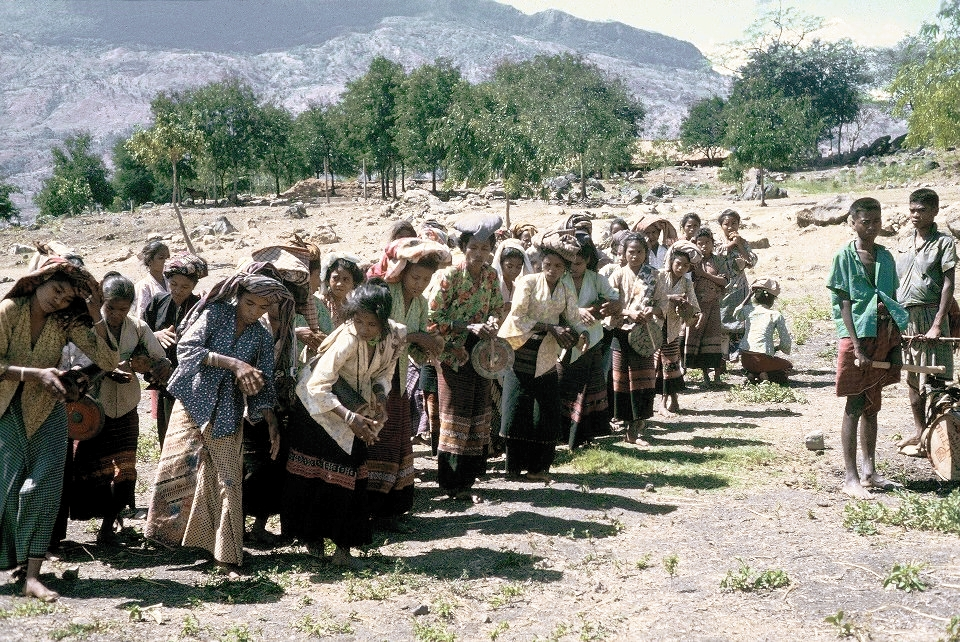